# Der Mensch am Wege
Der Mensch am Wege ist ein deutscher Heimatfilm aus dem Jahr 1923 von Wilhelm Dieterle nach Motiven von Tolstoi. Hauptdarsteller in diesem Stummfilm waren neben Dieterle Alexander Granach und Emilia Unda.
Der Film war Dieterles erste Regiearbeit. In einer Nebenrolle trat die junge Marlene Dietrich auf. 20 Jahre später kam es erneut zu einer Zusammenarbeit beider in dem 1944 erschienenen Hollywoodfilm Kismet.

## Handlung
Ein Schuster und seine Frau werden Eltern einer kleinen Tochter, doch niemand im Dorf will die Patenschaft übernehmen. Auch der Gutsherr lehnt jede Unterstützung ab. Da lernt der Schuster Michael kennen, der auf seiner Wanderschaft durch das Dorf kommt. Dieser erklärt sich bereit, die Patenschaft für das kleine Mädchen zu übernehmen. Michael bleibt im Dorf und lebt in der Familie des Schusters. Als der Gutsherr stirbt, wird das Gerücht gestreut, der Schuster habe ihn durch Gift umgebracht. Mit Hilfe Michaels kann seine Unschuld jedoch letztendlich nachgewiesen werden.

## Produktionsnotizen
Dieterle schrieb das Drehbuch nach Motiven der Erzählungen Wovon die Menschen leben und Der Patensohn von Lew Tolstoi. Der Film wurde von Ende April bis Mitte Mai 1923 gedreht. Die Außenaufnahmen entstanden in Schleswig. Als Studio diente das Mutoscop-Atelier Berlin-Lankwitz. Die Uraufführung erfolgte am 12. Juni 1923 als Interessentenvorführung im Alhambra, Berlin.

## Kritik
Der Kritiker des Film-Kurier spricht von einem „schönen Film, dem man den besten Erfolg auf den Weg wünschen möchte“. Und auch Dieterle wird bei seinem Regiedebüt „eine glückliche Hand“ bescheinigt. Die Darstellung des Ensembles sei „gut, innig und herzlich“ und „Dieterle selbst als Michael – das ist eine gute vorbildliche Besetzung, die warm begrüßt werden muß“.

## Bibliographie
- Bock, Hans-Michael & Bergfelder, Tim. The Concise CineGraph. Encyclopedia of German Cinema. Berghahn Books, 2009.